# Метрополитен Ресифи
Метрополитен Ресифи (порт. Metrô do Recife) — система линий метрополитена в городе Ресифи, столице бразильского штата Пернамбуку. Управляется Companhia Brasileira de Trens Urbanos (CBTU). Первый участок «Ресифи» — «Вернек» с 7 станциями открылся 11 марта 1985 года. Сегодня система состоит из 31 станции на трёх линиях общей протяжённостью 39,4 км. Кроме города Ресифи обслуживает также муниципалитеты Жабуатан-дус-Гуарарапис, Кабу-ди-Санту-Агостинью, Камаражиби и Сан-Лоренсу-да-Мата, охватывая агломерацию с населением 2,61 млн человек.

## Линии
В настоящий момент действует три линии: Южная, Центральная 1 и 2. Центральная линия на станции «Кокейрал» разветвляется на два направления — к станциям «Камаражиби» и «Жабуатан».
| Линии         | Станции                | Год открытия | Год открытия последней станции | Длина, км | Количество станций |
| ------------- | ---------------------- | ------------ | ------------------------------ | --------- | ------------------ |
| Центральная 1 | Ресефи ↔ Камаражиби    | 1985         | 2013                           | 24,7      | 15                 |
| Центральная 2 | Ресефи ↔ Жабуатан      | 1987         | —                              | 24,7      | 14                 |
| Южная         | Ресефи ↔ Кажуэйру-Секу | 2005         | 2009                           | 14,7      | 12                 |
| Всего:        | Всего:                 | Всего:       | Всего:                         | 39,4      | 31                 |

## Галерея

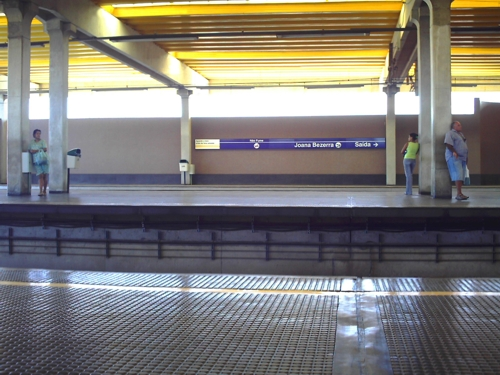
Станция «Жуана Безерра»
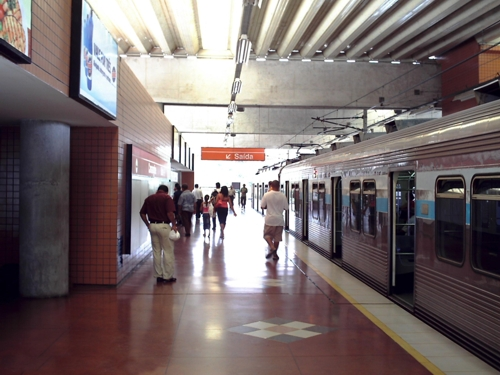
Станция «Камаражиби»
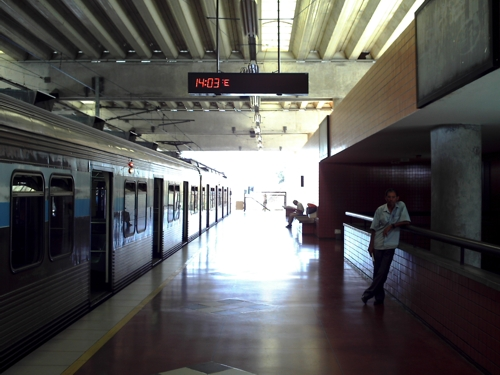
Станция «Камаражиби»
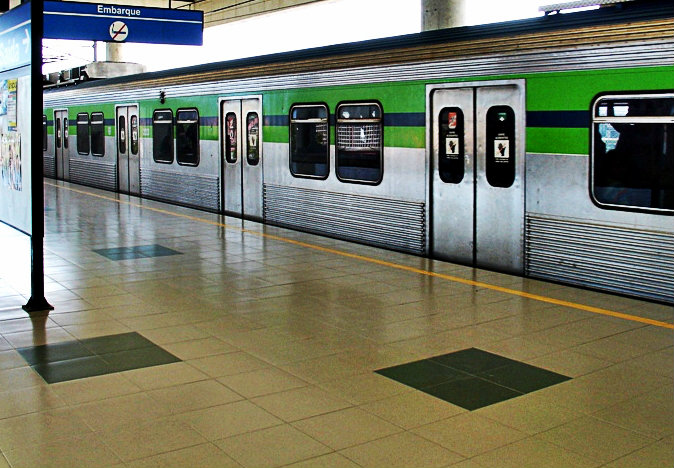
Станция «Ресифи»

### Комментарии
1. 1 2  10 станций общие для линий Центральная 1 и 2